# Meeting People Is Easy
Meeting People Is Easy è un documentario sui Radiohead uscito nel 1998 in Inghilterra e l'anno successivo nel resto del mondo.
Grant Gee, il regista del video di No Surprises accompagnò la band nell'Against Demons World Tour, ricavandone tale opera.
Il documentario racchiude interviste, spezzoni di esibizioni live e reportage dietro le quinte.
Dura un'ora e trentacinque minuti circa.